# Вулиця Братів Тимошенків (Конотоп)
Вулиця Братів Тимошенків — вулиця у місті Конотоп Сумської області, в історичній місцевості Кандибина. Пролягає від вулиці Степана Бандери до вулиці Інтернатної в районі Загребелля. Перетином між двома вулицями слугує міст через річку Єзуч. Прилучаються вулиці Петра Рубана та Олександра Півня.

## Історія
Вперше згадується 28 червня 1929 року як польова дорога до міського озера. З 1954 року — вулиця Польова. Назва вказувала на те, що вулиця була прокладена крізь поле, або закінчувалася полем. 20 жовтня 1967 року перейменована на вулицю Миші Немолота на честь радянського партизана Михайла Немолота (1925—1943).
У червні 2023 року вулицю Миші Немолота перейменували на вулицю Братів Тимошенків на пошану братам Тимошенкам — уродженцям Конотопщини (двоє народилися у Шпотівці, один у Базилівці):
- Степанові — «батько теоретичної механіки», основоположник теорій міцності матеріалів, пружності та коливань, автор «теорії балок». Один з організаторів і перших академіків Української академії наук та засновник школи прикладної механіки в США. Наукові доробки українського вченого випереджали свій час і зараз є основою створення сучасної авіаційно-космічної техніки, інженерних споруд та кораблебудування. Протягом десятиріч вплив українського вченого був настільки потужним, що інженери всього світу називали ці роки «ерою Тимошенка».
- Сергію — український архітектор, батько українського модерну в архітектурі, міністр шляхів сполучення УНР, учасник Другого зимового походу.
- Володимиру — український економіст, економічний консультант українських урядів та керівник інституту економічної кон'юнктури Української академії наук. Великою його науковою заслугою є доведення зв'язку циклічних коливань у сільському господарстві з промисловими циклами, що дістало назву в економічній науці «індекс Тимошенка».

## Забудова
- № 8 — будівля комунального закладу Сумської обласної ради «Конотопська спеціальна школа» була збудована для потреб Конотопської спеціальної загальноосвітньої школа–інтернату та здана в експлуатацію 1962 року. 1 вересня 1979 року школа перепрофільована на спеціальну школу–інтернат для слабозорих дітей. У 2020 році заклад освіти перейменований на КЗСОР «Конотопська спеціальна школа»[5].
- № 12 — Конотопський індустріально-педагогічний фаховий коледж СумДУ.